# Hårdhet

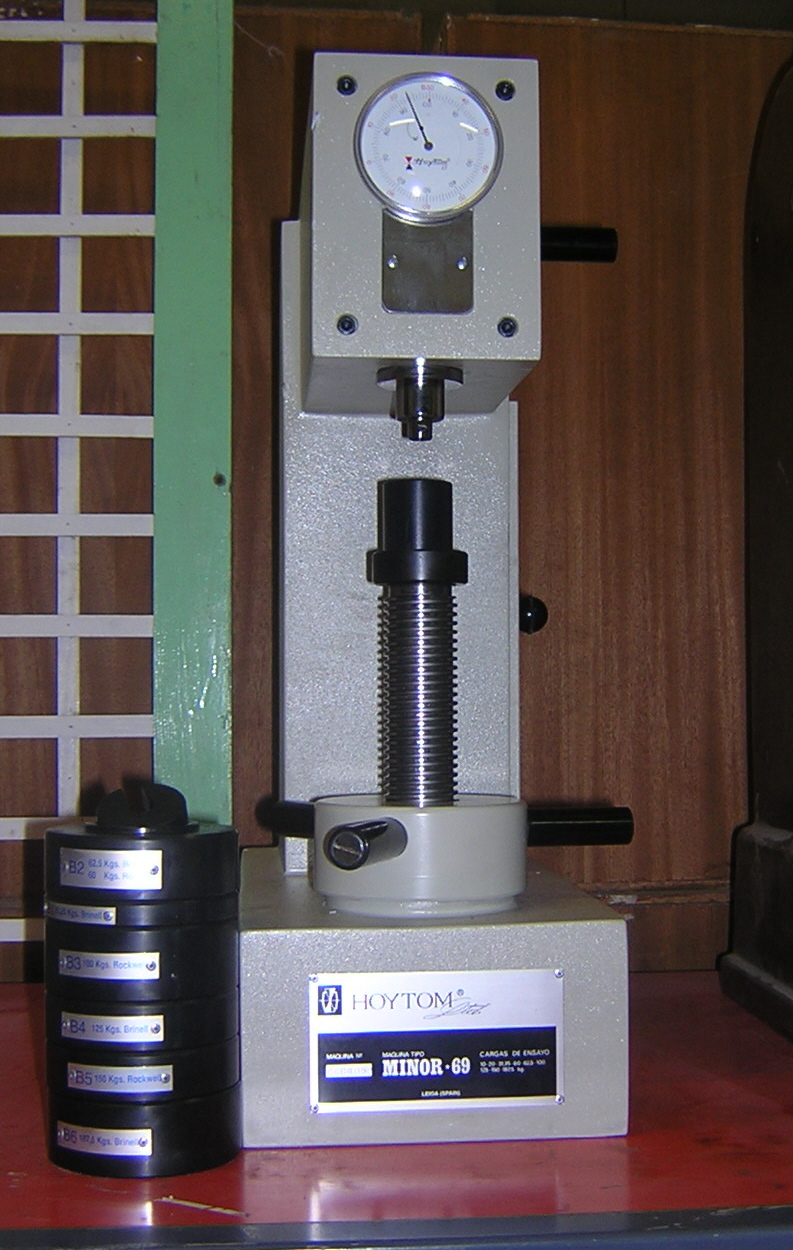
Durometer

Hårdhet är en storhet för material och används bland annat i hållfasthetslära. Begreppet beskriver hur stora krafter som behövs för att deformera materialet plastiskt. Hårdhet är inte samma storhet som densitet.
Hårdhetsmätning är en viktig del i materialprovning. Instrument för hårdhetsmätning kallas durometer. Man skiljer mellan två huvudgrupper av hårdhetsmätning:
- Plastisk mätning, där mätningen deformerar provföremålet och ger ett kvarstående märke i materialet.
- Elastisk mätning, där provföremålet återtar ursprunglig form, när mätningen avslutats.